# سقرتپه
سقرتپه یا سقردپه (به انگلیسی: Saqar Tappeh)، روستایی در دهستان جعفربای شرقی بخش گلدشت شهرستان گمیشان استان گلستان ایران است. از روستاها و نواحی نزدیک به مرز ترکمنستان و مردم آن به زبان ترکمنی صحبت میکنند.

## جمعیت
بر پایه سرشماری عمومی نفوس و مسکن در سال ۱۳۹۵ جمعیت این مکان ۱٬۴۴۷ نفر (۳۷۹خانوار) بوده‌است.

## جغرافیا
در این محل که در استان گلستان و در شمال شهر گمیشان واقع شده دو آبادی به نام‌های سنگرتپه شرقی و سنگرتپه غربی وجود دارد. سنگرتپه اصلی همان سنگرتپه شرقی است.
سنگرتپه در نزدیکی ریزشگاه رود اترک به دریای خزر و در ده میلی شمال شرقی تازه‌آباد قرار دارد.
مرز ایران و شوروی در منطقه سنگرتپه در تاریخ ۵ اسفند ماه ۱۳۳۳ مشخص شد.
نام پیشین این محل صغیرتپه نیز بوده‌است و از اماکن اولیه استقرار طایفه ترکمن یموت بوده‌است.
تپه سنگرتپه که در آن پاسگاهی نیز وجود دارد خود یکی از آثار تاریخی منطقه به‌شمار می‌آید. سنگرتپه همچنین نقطه آغاز ورود خط لوله واردات گاز ترکمنستان به ایران است و یک ایستگاه هواشناسی نیز در آن مستقر است.
طول جغرافیایی ایستگاه سنگرتپه ۵۴ و ۱۳ و عرض جغرافیایی آن ۳۷ و ۱۸ است.
و مختصات پاسگاه آن از این قرار است:
N 37° 19' 0 E ۵۴° ۱۵' ۰

## دین و مذهب
شمار زیادی از مردمان ترکمن، مسلمان و مذهب آنها سُنی (اهل سنت) است.